# Palazzo Mariinskij (Kiev)
Il Palazzo Mariinskij (in ucraino Маріїнський палац?, Marijins'kyj palac) è uno storico complesso monumentale di Kiev.

## Storia
Il palazzo in stile barocco fu edificato nel 1744 per la zarina Elisabetta di Russia su progetto di Bartolomeo Rastrelli. A seguito della dichiarazione d'indipendenza dell'Ucraina, da inizio anni 90 ospita la sede di rappresentanza del Presidente dell'Ucraina.

## Descrizione
Il palazzo barocco, sede della Presidenza dell'Ucraina, si trova nel centrale Distretto di Pečers'k davanti al parco omonimo e alla piazza della Costituzione.

## Galleria d'immagini

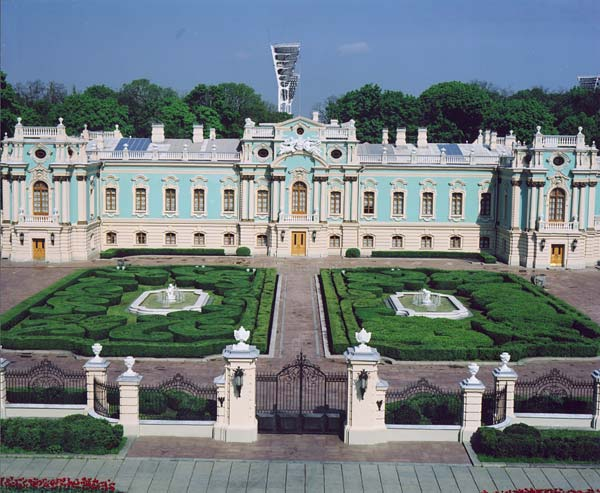
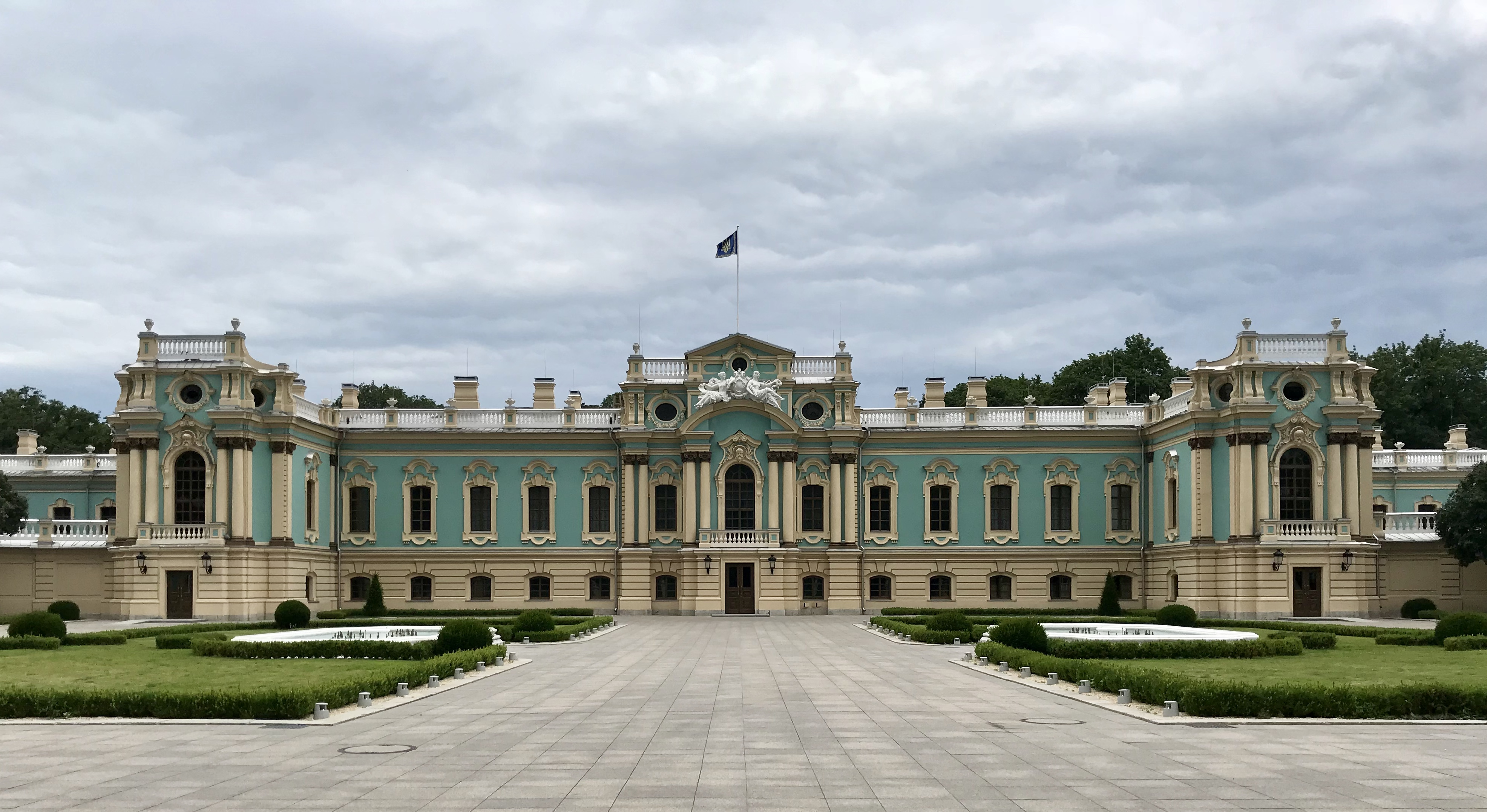
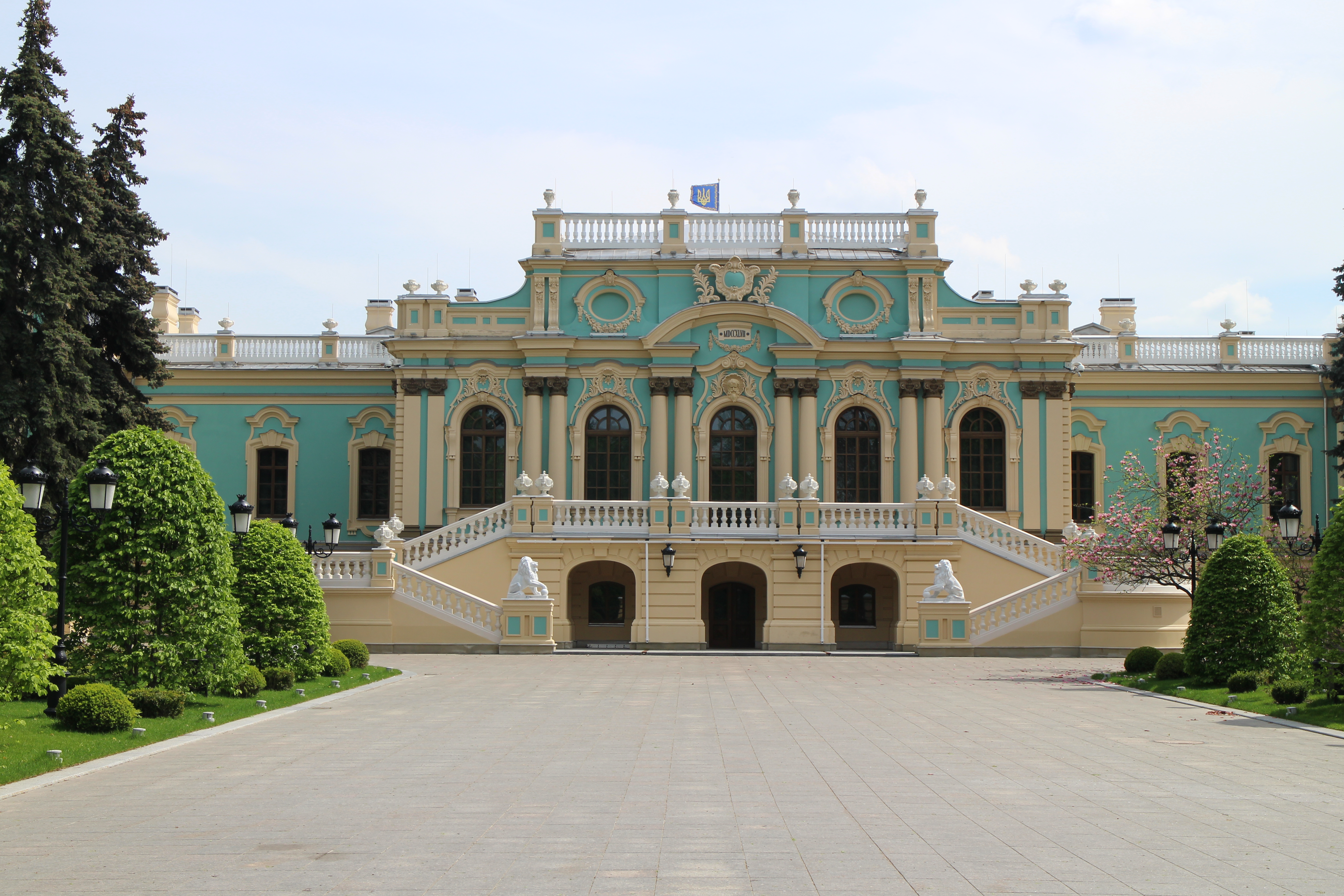
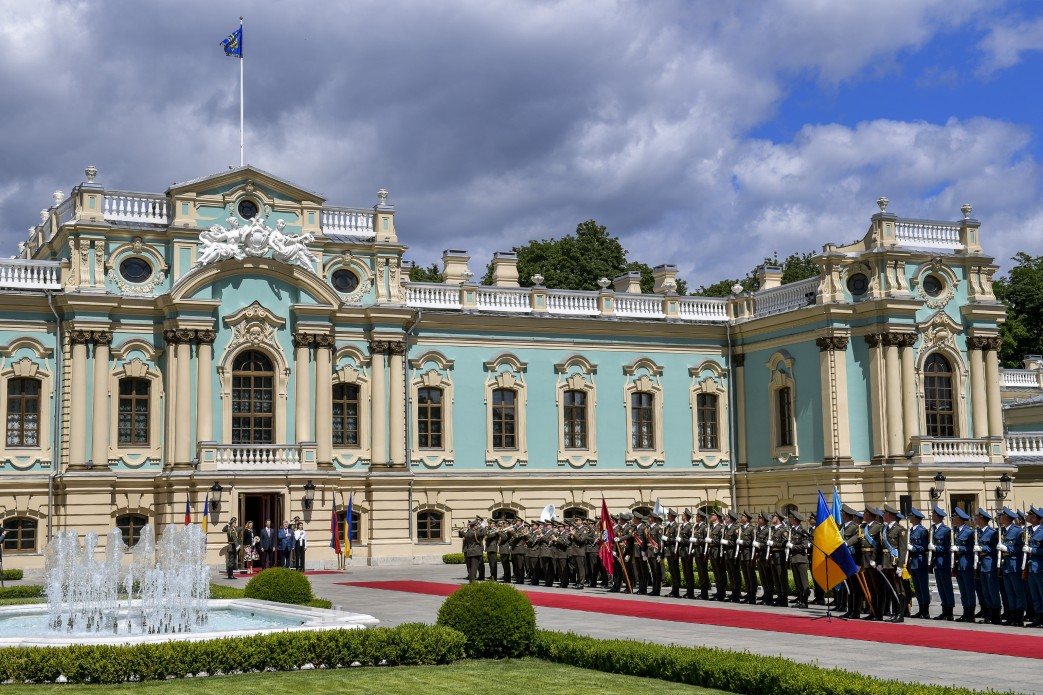
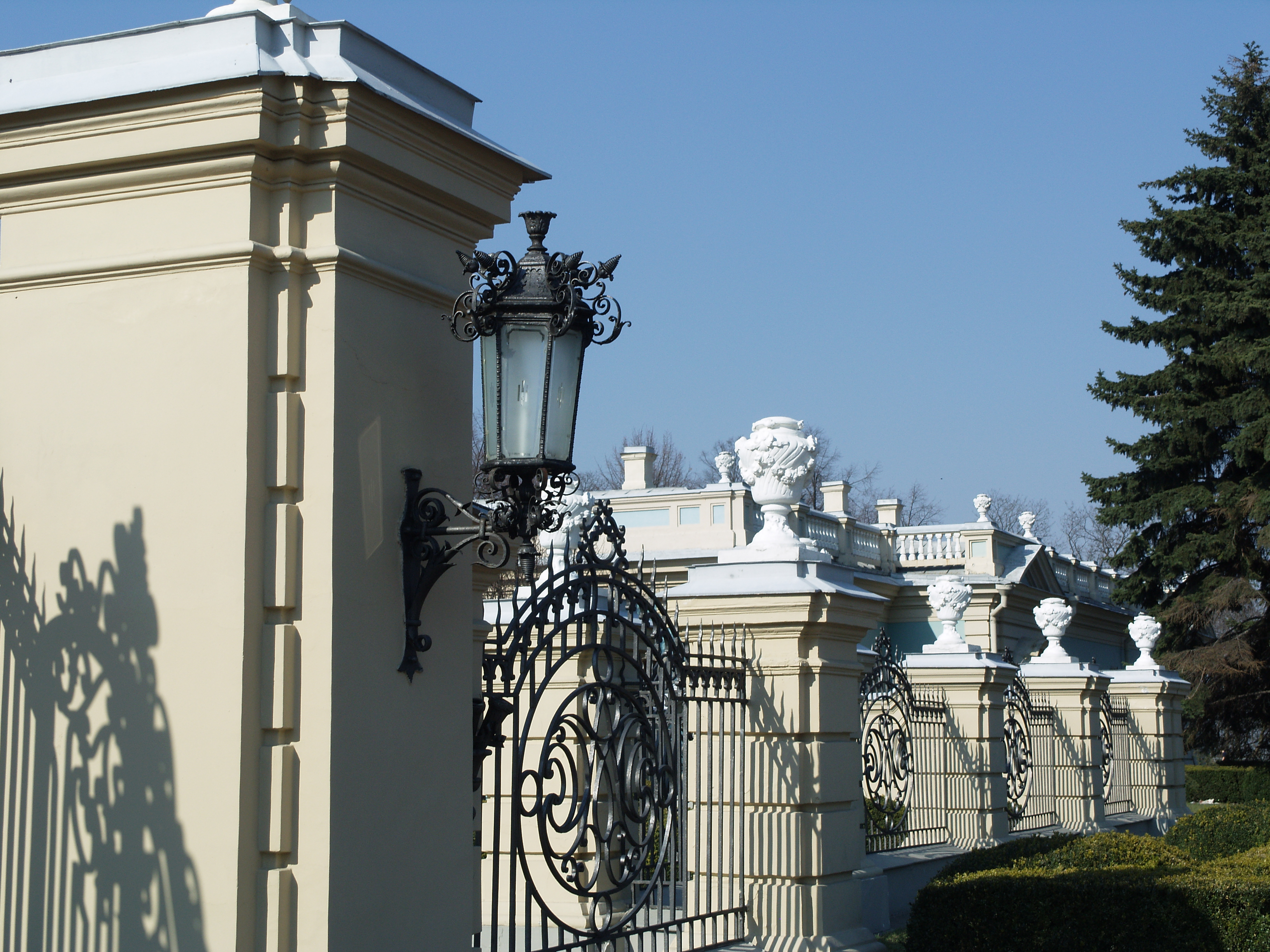